# Joseph Sargent
Joseph Sargent (n. 22 iulie 1925, Jersey City, New Jersey, SUA – d. 22 decembrie 2014, Malibu, California, SUA) a fost un regizor de film american. A regizat numeroase filme de televiziune, dar este cel mai cunoscut (probabil) pentru producții cinematografice ca White Lightning, MacArthur, Nightmares sau Jaws: The Revenge, cel mai popular film al său fiind The Taking of Pelham One Two Three. A câștigat două premii Emmy. A fost tatăl actriței de voce Lia Sargent.

## Legături externe
- Joseph Sargent la Internet Movie Database
- en Joseph Sargent la Memory Alpha (site wiki pentru Star Trek)
- Biography at Hollywood.com Includes details of awards.